# Кировский поселковый совет
Кировский поселковый совет (укр. Кіровська селищна рада, крымскотат. İslâm Terek qasaba şurası) — административно-территориальная единица в Кировском районе в составе АР Крым Украины (фактически до 2014 года), ранее до 1991 года — в составе Крымской области УССР в СССР, до 1954 года — в составе Крымской области РСФСР в СССР, до 1945 года — в составе Крымской АССР РСФСР в СССР. Население по переписи 2001 года — 7431 человек. К 2014 году совет включал 1 населённый пункт — пгт Кировское.

## История
Ислям-Терекский сельский совет образован в 1925 году. По результатам всесоюзной переписи 17 декабря 1926 года Ислям-Терекский сельский совет включал 16 населённых пунктов с населением 941 человек.
Также в состав совета входили 5 железнодорожных будок с общим населением 30 человек и 2 железнодорожные казармы — 5 жителей. В 1928 году был образован Красно-Терчекский сельсовет, в который перешло село Красный Терчек. Постановлением ВЦИК «О реорганизации сети районов Крымской АССР» от 30 октября 1930 года из Феодосийского района был выделен (воссоздан) Старо-Крымский район (по другим сведениям 15 сентября 1931 года) и совет включили в его состав, а, с образованием в 1935 году Ислям-Терекского района (переименованного в 1944 году в Кировский) — в состав нового района. Указом Президиума Верховного Совета РСФСР от 21 августа 1945 года Ислям-Терекский сельсовет был переименован в Кировский. С 25 июня 1946 года Ясельсовет в составе Крымской области РСФСР, а 26 апреля 1954 года Крымская область была передана из состава РСФСР в состав УССР. С 1957 года Кировское — посёлок городского типа и сельсовет был преобразован в поссовет. На 15 июня 1960 года в составе совета числились следующие населённые пункты:

| - - пос Геройское - Дружное - Желановка | - - Звезда - Красносельское - Островное | - - Синицыно - Яркое Поле |

Указом Президиума Верховного Совета УССР «Об укрупнении сельских районов Крымской области», от 30 декабря 1962 года Кировский район был упразднён и поссовет присоединили к Нижнегорскому. 1 января 1965 года, указом Президиума ВС УССР «О внесении изменений в административное районирование УССР — по Крымской области», вновь включили в состав Кировского. К 1 января 1968 года в составе поссовета остался один посёлок Кировское. С 12 февраля 1991 года поссовет в восстановленной Крымской АССР, 26 февраля 1992 года переименованной в Автономную Республику Крым. С 21 марта 2014 года в составе Крыма аннексирован Россией. Законом «Об установлении границ муниципальных образований и статусе муниципальных образований в Республике Крым» от 4 июня 2014 года территория административной единицы была объявлена муниципальным образованием со статусом сельского поселения.